# Paul Blart: Mall Cop 2
Paul Blart: Mall Cop 2 es una película estadounidense de 2015 dirigida por Andy Fickman y escrita por Kevin James y Nick Bakay. Es la secuela de la película de 2009 Paul Blart: Mall Cop, dirigida por Steve Carr. Kevin James es el protagonista en ambas películas en el papel de Paul Blart, un policía de un centro comercial. El resto del reparto incluye a Raini Rodriguez, Neal McDonough, Gary Valentine, entre otros. La película se estrenó el 17 de abril de 2015.
La filmación de la película empezó el 21 de abril de 2014 en Wynn Las Vegas en Las Vegas.

## Sinopsis
Han pasado seis años desde que Paul Blart se hiciera famoso por su osado rescate en el West Orange Pavilion. Desde entonces, este vigilante se ha encargado de velar por la seguridad de los centros comerciales. Ahora ha llegado el momento de tomarse unas merecidas vacaciones, por lo que ha decidido hacer un viaje a Las Vegas con su hija, que está a punto de irse a la universidad. Sin embargo, cuando Blart destape una amenaza criminal contra su hotel, deberá responder a la llamada del deber.

## Elenco
- Kevin James como Paul Blart[2]
- Raini Rodriguez como Maya Blart[3]
- Neal McDonough[4] como Vincent Sofel
- D. B. Woodside[5] como Robinson
- Gary Valentine[3] como Saul Gundermutt
- Daniella Alonso como Divina Martínez[6]
- David Henrie como Lane[7]
- Ana Gasteyer como la señora Gundermutt
- Loni Love como Donna Ericone[8]
- Eduardo Verástegui como Eduardo Furtillo[3]
- Nicholas Turturro[3] como Nick Panero
- Shirley Knight como Margaret Blart
- Shelly Desai como Khan Mubi
- Vic Dibitetto como Gino Chizetti[9]
- Geovanni Gopradi como Ramos[3]

## Producción

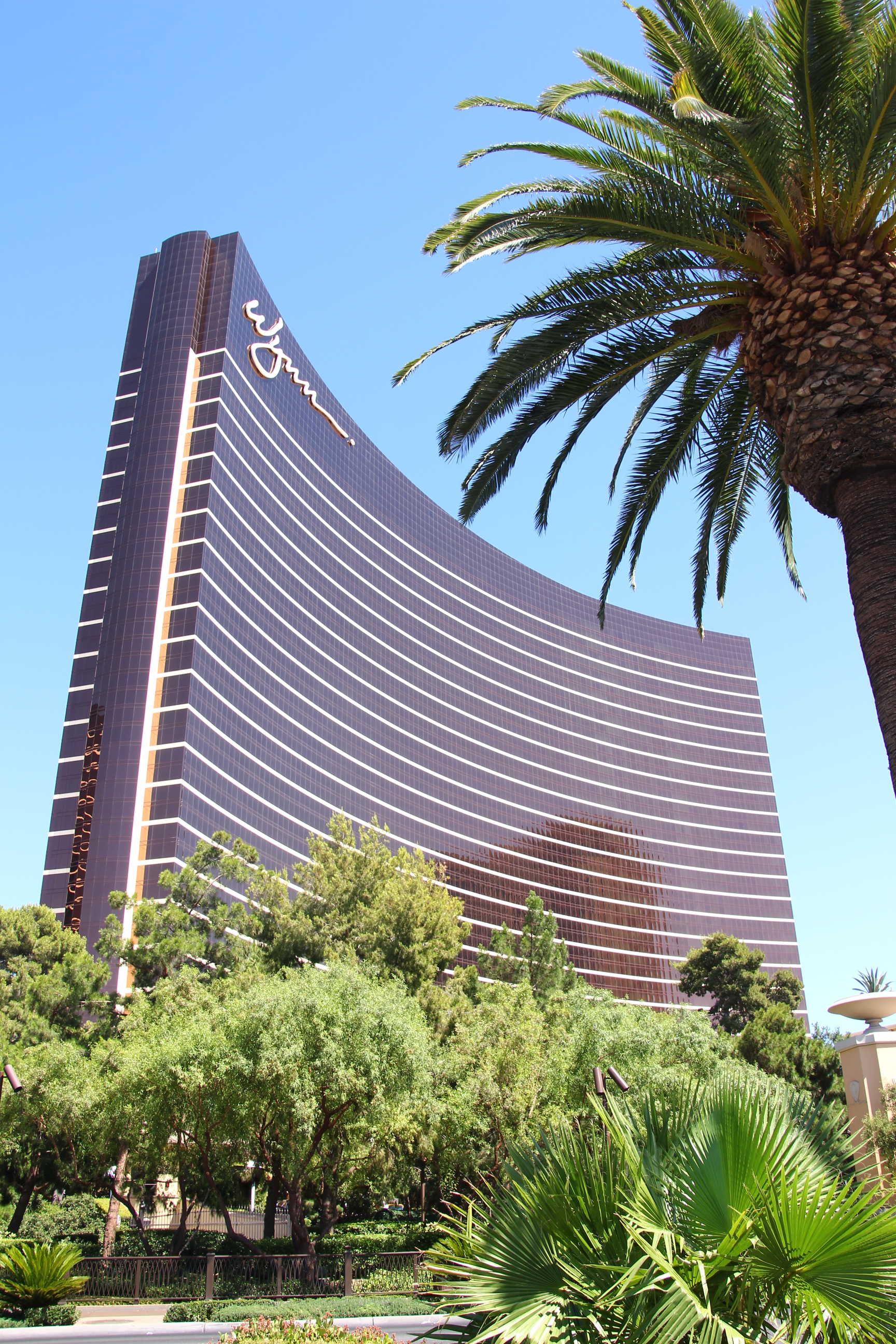
El edificio Wynn, en donde se filmó la película.

### Desarrollo
En enero de 2009, Sony expresó interés en realizar una secuela de Paul Blart: Mall Cop. Fue revelado el 7 de enero de 2014 que Andy Fickman estaba en charlas para dirigir la película mientras que Kevin James, que también coescribió el guion con Nick Bakay, regresaría para interpretar a Blart. James también produciría la película con Todd Garner y Happy Madison. El elenco incluye a Molly Shannon, David Henrie, Raini Rodríguez, Eduardo Verástegui, Nicholas Turturro, Gary Valentine, Neal McDonough, Daniella Alonso, y D. B. Woodside para protagonizar junto con James.
El 2 de abril, Columbia Pictures anunció que la película se estrenaría el 17 de abril de 2015.

### Filmación
En una entrevista en octubre de 2012, James dijo que le gustó la idea de filmar la secuela en el Mall of America. La fotografía principal de la película empezó el 21 de abril de 2014 en el Wynn Las Vegas, y terminó el 26 de junio de 2014. Es la primera vez que Steve Wynn ha permitido filmar en su propiedad.

## Estreno
- 9 de abril de 2015 (Alemania)
- 16 de abril de 2015  (Portugal)
- 17 de abril de 2015 (Estados Unidos)
- 1 de mayo de 2015 (Suecia)
- 21 de mayo de 2015 (Países Bajos)
- 17 de junio de 2015 (Bélgica)

## Premios y nominaciones
| Premio                   | Categoría                 | Nominados                                     | Resultado |
| ------------------------ | ------------------------- | --------------------------------------------- | --------- |
| Teen Choice Awards       | Actor de comedia          | Kevin James                                   | Nominado  |
| Teen Choice Awards       | Actriz de comedia         | Raini Rodríguez                               | Nominada  |
| Teen Choice Awards       | Película de comedia       |                                               | Nominada  |
| Premios Golden Raspberry | Peor película             | Todd Garner, Kevin James, Adam Sandler        | Nominada  |
| Premios Golden Raspberry | Peor actor                | Kevin James                                   | Nominado  |
| Premios Golden Raspberry | Peor director             | Andy Fickman                                  | Nominado  |
| Premios Golden Raspberry | Peor guion                | Nick Bakay and Kevin James                    | Nominada  |
| Premios Golden Raspberry | Peor adaptación o secuela |                                               | Nominada  |
| Premios Golden Raspberry | Peor pareja en pantalla   | Kevin James con su Segway y su bigote postizo | Nominada  |